# 卡哈帕奇

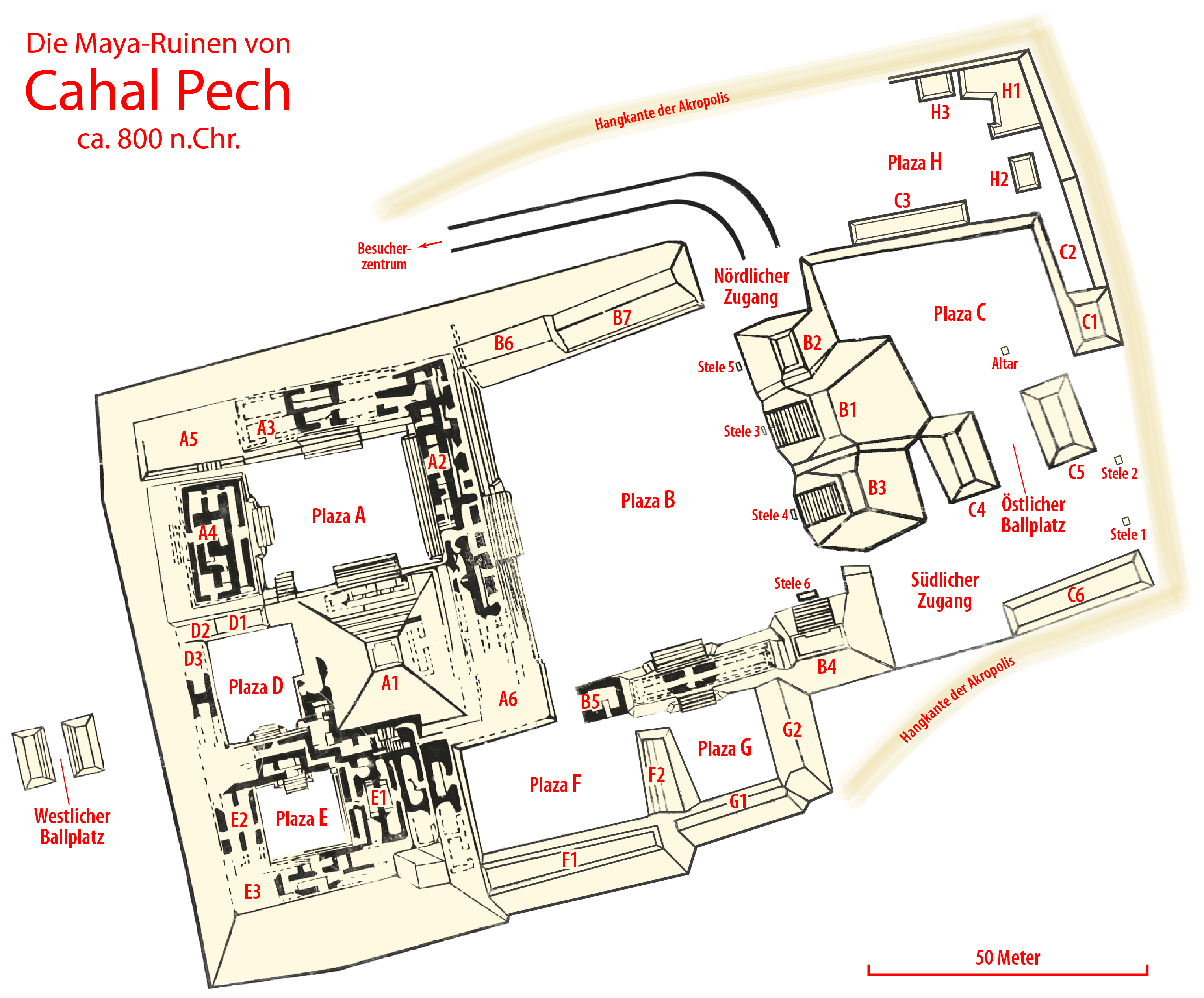

卡哈帕奇是一個瑪雅遺址，靠近貝里斯卡約區的聖伊格納西奧鎮（San Ignacio）。這個遺址的歷史可以上溯至西元400年，當時這裡是一個馬雅家庭的居所，後來逐漸發展為一個中型的馬雅城市。這個遺址位於瑪寇河谷（Macal River）邊，共有34棟建築物，其中最高的有25公尺高。這個遺址在大約西元九世紀時荒廢，原因不明。
遺址的名字，意思是「扁虱之地」。這是因為當考古學家門在1950年代初次探勘此處時，此地還是個牧場的緣故。

## 圖片

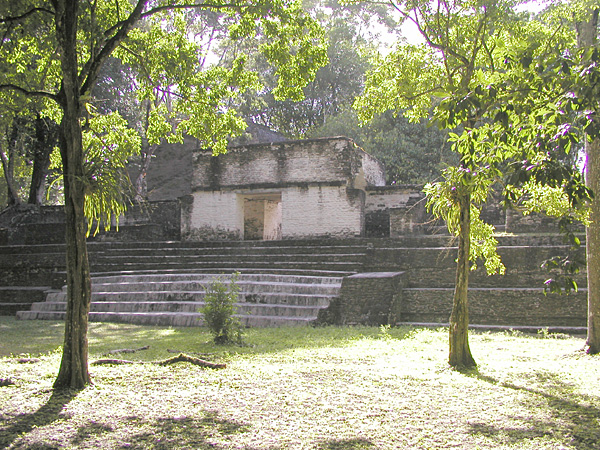
主庭院
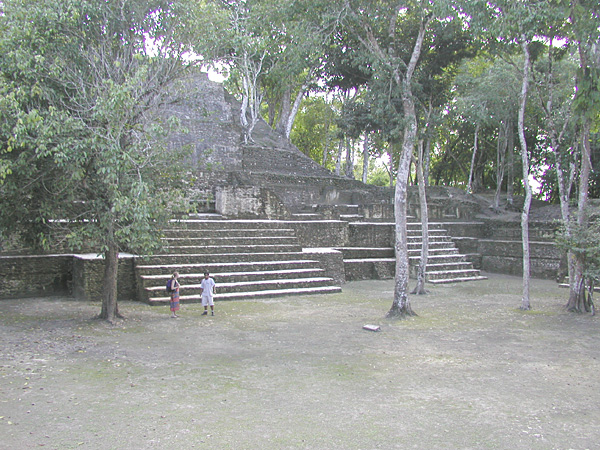
主庭院
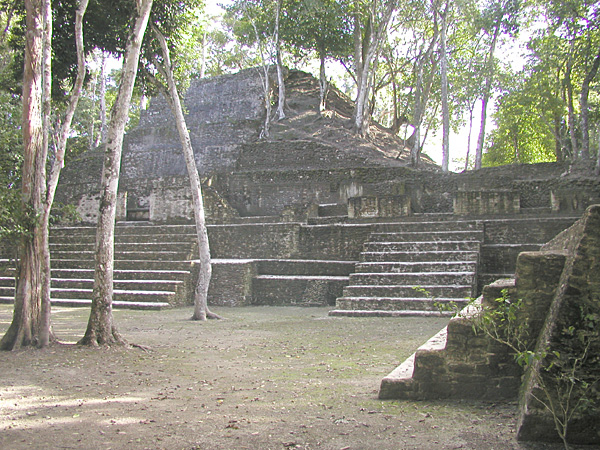
主庭院
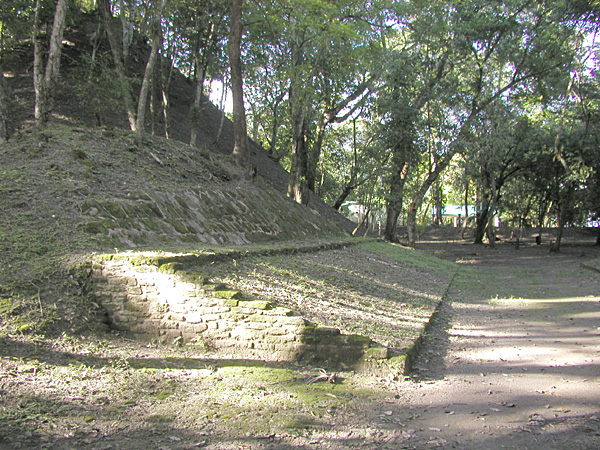
球場的遺跡